# Carl Daniel von Haartman
Carl Daniel von Haartman, född 5 maj 1792 i Åbo, död 15 augusti 1877 på Raadelma gård, Pikis, var en finländsk läkare.

## Bakgrund
Carl Daniel von Haartman föddes i Åbo i Svenskfinland, och härstammade från Nagu på fädernet som son till läkaren och statsmannen Gabriel Erik von Haartman (1757–1815) och Fredrika Lovisa von Mell samt var halvbror till Lars Gabriel von Haartman.

## Utbildning och karriär
Haartman blev 1805 student i Åbo, 1813 filosofie kandidat, 1814 medicine kandidat, 1815 filosofie magister och 1816 medicine licentiat. Han antogs 1817 till stadsläkare i Åbo, utnämndes 1818 till adjunkt i kirurgi och obstetrik 1825 till förlossningsläkare i Åbo. År 1833 befordrades han till professor i kirurgi och obstetrik vid Helsingfors universitet, förordnades samtidigt att vara tillförordnad generaldirektör för Medicinalverket samt utnämndes 1836 till ordinarie innehavare av detta ämbete, från vilket han tog avsked 1855.
Haartman var en skicklig läkare och förvärvade sig anseende även som vetenskaplig författare. Hans Handbok för barnmorskor (1821) nyttjades nära trettio år som ledning vid barnmorskeundervisningen i Finland. I det främst på hans initiativ grundade Finska Läkaresällskapets handlingar offentliggjorde han flera artiklar, främst innehållande meddelanden från hans praktiska läkarverksamhet, samt utgav Anvisning till igenkännande af de allmännaste sjukdomar hos menniskan (1844–45). Slutligen bör framhållas, att Haartman genom sitt Försök att bestämma den genuina racen af de i Finland boende folk, som tala finska ("Acta Societatis scientiarum Fennicæ", 1845) var den förste, som hävdade, att finnarna ur antropologisk synpunkt måste hänföras till flera olika raser.

## Familj

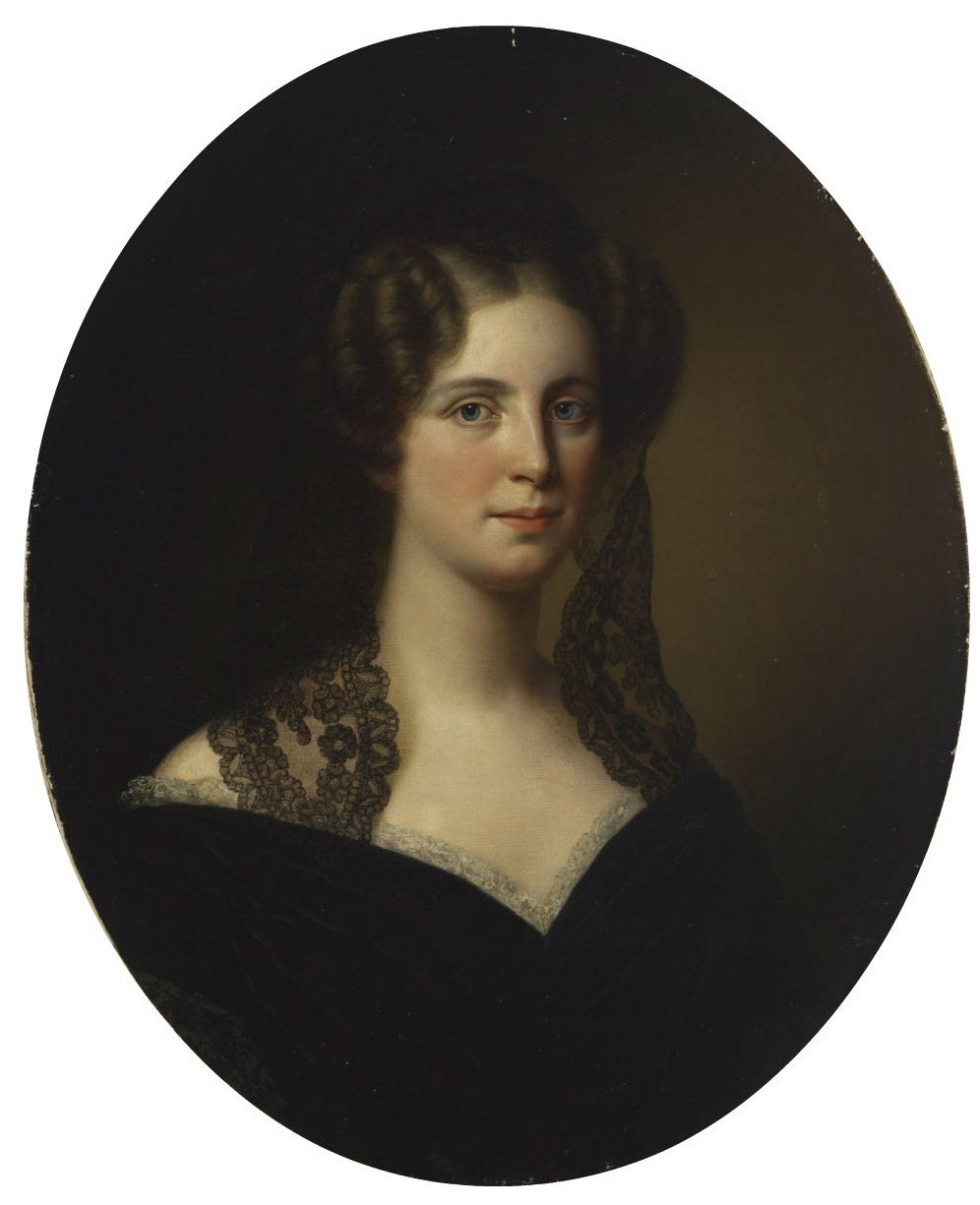
Maria Helena Rosina von Haartman, född Franzén (1800–1840).

Carl Daniel von Haartman var först gift med Maria Helena Rosina Franzén, dotter till biskopen Frans Michael Franzén. Han ingick ett andra äktenskap med Juliana Sofia Ramsay, och ett tredje äktenskap med Emilia Theodora Westzynthius, dotter till Carl Gabriel Westzynthius och Magdalena Charlotta af Schultén från Prostvik i Nagu. Gården Prostvik Söderby ägdes av von Haartman från år 1828 fram till hans död år 1884, varefter den övertogs av parets arvingar. von Haartman fick med sina tre makar 24 barn.
Barn med Maria Helena Rosina Franzén (urval):
1. Carl (1819–1888), läkare
2. Rosina (1821–1890), brevskrivare, gift med Alexander Lavonius
3. Fanny (1824–1907), gift med politikern Johan August von Born
4. Fridolf Rafael (1839–1902), affärsman
5. Alfred Michael (1839–1907), jägmästare och statsman

Barn med Emilia Theodora Westzynthius (urval):
1. Johannes (1869–1925),[8] jurist och borgmästare